# Caiman crocodilus apaporiensis

Річка Апапоріс

Caiman crocodilus apaporiensis — підвид Крокодилового каймана, населяє річку Апапоріс.

## Опис
Кайман має світло жовте забарвлення з білими вкрапленнями, тонкий череп та довгу морду. живиться скоріше за все рибою.

## Відкриття
У 1955 році був описаний Медем.
Останній відомий кайман цього виду помер у зоопарку в 1989 році[джерело?].
У 2019 році біолог Форрест Галанте та його команда винайшли в річці Апапоріс каймана, на пам'ять Галанте ножем відрізав кусок пластини каймана та відпустив його.